# لافينيا وليامز
لافينيا وليامز (بالإنجليزية: Lavinia Williams)‏ هي راقصة أمريكية، ولدت في 2 يوليو 1916، وتوفيت في 19 يوليو 1989.